# Harold Mahony
Harold Mahony (n. 13 februarie 1867, Edinburgh, Regatul Unit al Marii Britanii și Irlandei – d. 27 iunie 1905, Caragh Hill⁠(d), Munster⁠(d), Irlanda) a fost un jucător de tenis irlandez, medaliat olimpic. A participat la o ediție a Jocurilor Olimpice (1900) în care a câștigat două medalii de argint.